# Меншиков, Гавриил Авдеевич
Гаврила Авдеевич Меншиков или Меньшиков (1672—1742) — русский кораблестроитель.

## Деятельность в 1672—1702 гг.
Родился в подмосковном селе Преображенском, где его отец служил придворным конюхом. Как и другой будущий кораблестроитель Федосей Скляев, четырёхлетним ребёнком был зачислен в «Петров полк» и с детских лет подружился с юным царевичем. В 1695 году как бомбардир Преображенского полка входил в 4-ю роту «каравана» первого Азовского похода, которой командовал сам царь. Занимал в этом походе должность
боцмана на одном из судов, а во время второго Азовского похода 1696 года также служил боцманом на галере «Принципиум», следовавшей под командованием самого Петра.
Был лично включён царём в списки волонтеров при Великом посольстве, когда оно в 1697 году отправлялось за границу. Вместе с Федосеем Скляевым, Лукьяном Верещагиным, Александром Меншиковым, Иваном Головиным, Иваном Кочетом и другими преображенцами неотлучно находился при Петре, работая корабельным плотником на верфи Ост-Индской компании и обучаясь там кораблестроению у мастера Геррита Клааса Поля.
Побывав на верфях Англии и Венеции, по возвращении из-за границы Гаврила Меншиков в числе других учеников корабельного баса Петра Михайлова работал в Воронеже на постройке кораблей в качестве подмастерья у корабельных мастеров-англичан. Вплоть до 1704 года находился в Воронеже, где помогал Федосею Скляеву строить 50-пушечный «государев» корабль «Ластка», «государеву» яхту «Либе» и две большие камели для проводки на них кораблей к Азову.

## Деятельность в 1703—1710 гг.
Завершив эту работу, Меншиков отбыл со Скляевым в Санкт-Петербург, а затем на реку Лугу, где впервые самостоятельно стал строить скампавеи и другие суда для галерной эскадры Балтийского флота. Затем вместе с голландцем Вуотепом Вуотерсеном он строил на Сясьской верфи 28-пушечный фрегат «Иван-город», а после слияния этой верфи с Олонецкой стал строить там разные суда вместе со Скляевым и английским корабельным мастером Броуном.
В начале XVIII века, официально ещё не являясь не только корабельным мастером, но даже подмастерьем, и продолжая числиться всего-навсего корабельным учеником (известно, как скупо Пётр жаловал званиями даже своих любимцев!), получал уже жалование под стать квалифицированному мастеру — 180 рублей в год. Из отечественных кораблестроителей больше него тогда получал лишь Федосей Скляев — 200 рублей в год (позднее он стал получать 1396 рублей в год). В 1706 году он работал уже в Санкт-Петербургском Адмиралтействе, помогая Скляеву строить яхту «Надежда», а затем сам построил на Галерной верфи опытную 22-баночную галеру, о маневренных качествах которой хорошо отозвался сам Пётр.
По просьбе корабельного мастера Броуна, который строил на Новоладожской верфи первые 50-пушечные корабли для Балтийского флота «Рига» и «Выборг», был направлен в 1708 году к нему в помощь, в качестве бывшего ученика. Ещё не было завершено строительство этих кораблей, когда Пётр, отмечая его старательность и сметливость, произвёл его в подпоручики морского флота, присвоив почётное звание боцмейстера. Ему было приказано, не оставляя работы с Броуном в Новой Ладоге, заложить и начать строить самостоятельно на Олонецкой верфи 50-пушечный копабль «Пернов», однотипный с броуновскими. Естественно, что последующие два года были для него исключительно напряжёнными. Ему пришлось постоянно разъезжать из Новой Ладоги в Лодейное поле и обратно, что при тогдашнем бездорожье было отнюдь не лёгким делом. Однако в 1710 году он, наконец, справился с царским заданием: спустив сперва на воду вместе с Броуном два корабля последнего, а затем и свой «Пернов» на Олонецкой верфи.

## Деятельность в 1711—1720 гг.
Таким образом, ему выпала честь стать первым отечественным создателем многопушечного корабля Балтийского флота. Однако как корабль «Пернов», построенный им на Олонецкой верфи, так и оба корабля Броуна, который их строил в Новой Ладоге, ещё не удовлетворяли требованиям «доброй пропорции». Они были недостаточно мореходны и имели относительно низкие манёвренные качества, что было в значительной степени обусловлено особенностями месторасположения приладожских верфей.
На освободившихся стапелях Новоладожской верфи, совместно с корабельным мастером Фёдором Салтыковым, он заложил две 18-пушечные шнявы «Наталья» и «Диана». По спуске на воду «Натальи» царь сам поплыл на этой шняве и дал высокую оценку её ходовым качествам. Вслед за шнявами он построил два фрегата в Санкт-Петербургском Адмиралтействе, о которых вице-адмирал Крюйс так доносил Петру своим письмом от 24 июня 1713 года: «…Два новые фрегата, что строил Гаврила Меншиков, и корабль «Штандарт» на ходу в фордевинд зело изрядны и бейдевинд ходят хорошо…» Вместе с тем, Крюйс указывал, что фрегаты обладают рыскливостью и, чтобы ликвидировать этот недостаток, советовал приделать им фальшкили.
Гавриле Меншикову в эти же годы доводилось многократно заменять и на Новой Ладоге, и в Лодейном поле управляющих верфями и одновременно строить на них галеры и другие малые суда.
Следующим кораблем, в постройке которого участвовал Меншиков, был 90-пушечный «государев» корабль «Лесное», заложенный царем совместно со Скляевым. После спуска его в 1718 г. на воду Гавриле Меншикову было приказано построить в Адмиралтействе вместо погибшего корабля «Нарва» новый 64-пушечный корабль под таким же названием. Постройкой новой «Нарвы» было положено начало доброй традиции, укоренившейся в отечественном флоте и действующей по сей день, предусматривающей передачу имени выбывшего из строя корабля другому, новому.

## Деятельность в 1721—1742 гг.
Пётр, весьма скупо дававший звания кораблестроителям, лишь в 1721 году распорядился «за многовременную работу, что он строил многие военные суда без мастеров, написать его в корабельные мастера и жалование давать противу корабельного мастера Пангалоя по 50 рублей в месяц». Щедрее царь был на чины в 1723 году, когда произвёл его в капитаны 1 ранга.
Перед Персидским походом Петр возложил на него подготовку воднотранспортных средств, требующихся для переброски войск и провианта на театр боевых действий. Сам он тогда находился в Астрахани, откуда выезжал в Нижний Новгород, Казань и Вышний Волочек и отбирал там из строившихся «новоманерных» эверсов, барж-романовок суда, пригодные для сквозного плавания по Волге и Каспийскому морю, а также руководил их достройкой. Его стараниями в состав Каспийской флотилии было тогда включено более ста подобных судов. Сам Гаврила Меншиков вместе с Петром участвовал в Персидском походе, следуя с ним на борту одного из судов. В течение нескольких лет Меншиков был главным кораблестроителем в Астрахани и Казани, где вместе с Пальчиковым строил различные транспортные суда и плавсредства, в том числе тялки, бусы и другие.
Пётр ценил его за исключительное трудолюбие и порядочность. Был требователен к подчинённым и строго взыскивал за нерадение к казённому имуществу с виновных. Вместе с тем, был заботливым начальником и настойчиво добивался повышения в чинах и званиях достойных учеников.
Уже после смерти Петра I построил впервые по собственному чертежу 54-пушечный корабль «Новая Надежда», который после 13-летнего пребывания в строю Балтийского флота переоборудовал в госпитальное судно, прослужившее в новом качестве ещё около десяти лет. В 1735 году спустил на воду в Санкт-Петербургском Адмиралтействе свой последний корабль — 66-пушечный линейный корабль «Ингерманланд», который оказался весьма долговечным, пробыв в строю почти два десятка лет.
Кроме постройки новых кораблей, выполнял их тимберование (капитальный ремонт со сменой обшивки). Так, например, под его руководством было осуществлено тимберование корабля «Леферм» и ряда других. Он же руководил ремонтом кораблей Балтийского флота. Неоднократно его назначали «к флоту» для выполнения функций, которые свойственны современным флагманским кораблестроителям.
В отличие от Скляева и некоторых других кораблестроителей, к конструкторской деятельности не тяготел и большую часть кораблей и других судов строил не по своим, а по типовым чертежам, созданным другими кораблестроителями. Его призванием было непосредственное создание судов, и в этом он всегда проявлял себя трудолюбивым и старательным специалистом.
Будучи высококвалифицированным кораблестроителем, проявлял инициативу и смекалку. Так, когда из Амстердама прибыл в разобранном виде заказанный Петром буер, царь собирал его вместе с ним. По своей инициативе разработал чертёж и построил специальное судно с удлинённым корпусом — флейт, для перевозки корабельных мачт и стеньг. По заданию Петра также построил оригинальную шняву и галеру, которые имели очень малую осадку и могли быть использованы в десантных операциях и для плавания в шхерных районах.
К 65 годам одряхлел и в 1737 году ушёл в отставку. Однако и после увольнения в течение нескольких лет продолжал свою деятельность в кораблестроении в качестве советника Экспедиции над верфями и строениями. Его часто приглашали как эксперта для дачи заключения по вопросам, связанным с технологией постройки кораблей и иных судов.
Скончался в 1742 году, на 71-м году жизни. Похоронен в Санкт-Петербурге на Охтинском кладбище, где в ту пору обычно хоронили кораблестроителей.

## Корабли, построенные Г. А. Меньшиковым
- Либе, яхта, строилась совместно с Ф. М. Скляевым
- Курьер, фрегат, 12 пушек. Строился совместно с И. Скворцовым
- Святого Духа, фрегат, 12 пушек. Строился совместно с И. Скворцовым
- Пернов, линейный корабль, 1710, 50 пушек.
- Нарва, линейный корабль, 1714, 66 пушек
- Фаворитка, шнява, 1723, 20 пушек
- Новая Надежда, линейный корабль, 1730, 54 пушки
- Ингерманланд, линейный корабль, 1735, 66 пушек